# Hangar 18 (filme)
Hangar 18 (br:Hangar 18) é um filme estadunidense, do ano de 1980, dos gêneros ficção científica e suspense, dirigido por James L. Conway.

## Enredo
Um satélite é avariado após o choque com um UFO. Dois pilotos americanos, Bancroff e Price, em missão no ônibus espacial presenciam o acidente. O UFO, também avariado, é obrigado a fazer uma descida de emergência no deserto. Quando os pilotos voltam a terra descobrem que todo o incidente foi encoberto pelo governo, que teme as repercussões políticas em um período de eleições. A culpa pelo acidente com o satélite é creditado à incompetência dos pilotos. Bancroff e Price não se conformam com a versão oficial e passam a investigar por conta própria tentando expor a verdade e restaurar suas imagens de bons profissionais.

## Elenco
| Nome              | Personagem             |
| ----------------- | ---------------------- |
| Gary Collins      | Steve Bancroft         |
| Robert Vaughn     | Gordon Cain            |
| James Hampton     | Lew Price              |
| Philip Abbott     | General Frank Morrison |
| Joseph Campanella | Frank Lafferty         |
| Pamela Bellwood   | Dra. Sarah Michaels    |
| Tom Hallick       | Phil Cameron           |
| Steven Keats      | Dr. Paul Bannister     |
| William Schallert | Professor Mills        |
| Darren McGavin    | Harry Forbes           |
| Cliff Osmond      | Duane Barlow           |
| Andrew Bloch      | Neal Kelso             |
| Stuart Pankin     | Sam Tate               |
| Betty Ann Carr    | Flo Mattson            |
| H.M. Wynant       | Diretor de vôo         |
| Bill Zuckert      | Ace Landon             |
| Jesse Bennett     | Homem de preto #4      |
| Robert Bristol    | Piloto do helicóptero  |
| Ed E. Carroll     | Homem de preto #3      |
| J.R. Clark        | Coronel Judd Gates     |
| Craig Clyde       | Capitão Wyatt          |
| John William Galt | Oficial da NASA        |
| Anne Galvan       | Técnica                |
| Ken Hepner        | Piloto                 |
| Michael Irving    | Homem de preto #1      |
| Bruce Katzman     | Homem de preto #2      |
| Peter Liakakis    | Garçom                 |
| Debrah Macfarlane | Não creditado          |
| Chet Norris       | Capitão da força aérea |
| H.E.D. Redford    | Oficial da CAPCOM      |
| Max Robinson      | Oficial                |
| Ocie Robinson     | Guarda da força aérea  |
| Michael Ruud      | George Turner          |
| Scott Wilkinson   | Oficial de vôo         |

## Outros nomes do filme
| Nome                                        | Pais/Paises        |
| ------------------------------------------- | ------------------ |
| Columbia 3: Sygrousi stis pyles tou Ouranou | Grécia             |
| Geheimsache Hangar 18                       | Alemanha Ocidental |
| Hangar 18                                   | Argentina          |
| Space Connection                            | França             |
| UFO Ariznában                               | Hungria            |